# Katoen Natie
Katoen Natie è una società belga attiva nel settore dei servizi logistici con sede ad Anversa.

## Storia
Katoen Natie fu fondata nel 1854 come cooperativa nel porto di Anversa e in origine praticava le attività tipiche di un capitano di porto o di un maestro di banchina: la raccolta e la movimentazione di merci nel porto, in particolare il cotone - da cui deriva il nome "Katoen" - e altre materie prime come iuta, caffè, cacao, lana, gomma e alluminio. Natie è stata tradizionalmente il collegamento tra gli scaricatori (carico e scarico delle navi) e il trasporto da e verso l'entroterra.
Negli anni '80, il numero di settori è stato ampliato includendo beni di consumo (come tessuti, elettronica, articoli fai-da-te, ...) e le industrie petrolchimica, chimica e automobilistica.
Nel 2003, Katoen Natie ha rilevato il suo più grande concorrente nel porto di Anversa: Werf e Vlasnatie (fondata nel 1891). Katoen Natie ha acquistato le azioni dalla società di investimento fiamminga Gimv e dalla compagnia di assicurazioni Mercator Noordstar, che aveva acquistato le azioni nel 1999 dall'allora proprietario Zuid Natie.

## Attività

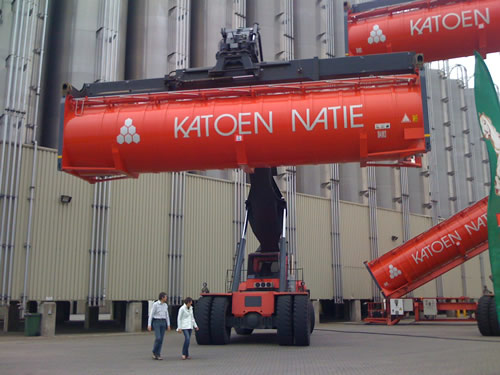
Stoccatore per container Katoen Natie

Nel 2015, la società contava oltre 12.000 dipendenti in tutto il mondo, di cui 3.000 in Belgio. Ha sette unità operative: prodotti petrolchimici, industriali e automobilistici, prodotti di chimica fine o speciali, progetti e ingegneria, operazioni portuali, beni di consumo / merci generiche e materie prime. Queste unità operative si trovano in Europa, Asia, Africa e Nord e Sud America. Gli uffici di Anversa si trovano su Van Aerdtstraat e contengono anche la Collezione d'arte Katoen Natie.
Nel settembre 2014, la direzione di DELTA ha annunciato l'intenzione di vendere la partecipazione del 75% nella società di rifiuti belga Indaver. Indaver ha realizzato un fatturato di oltre mezzo miliardo di euro nel 2013 e un utile netto di 40 milioni di euro. A marzo 2015 è stato annunciato che Katoen Natie acquisterà Indaver e pagherà 416 milioni di euro per questo. Il 19 giugno 2015 Indaver è definitivamente passata a Katoen Natie.
Nel 2015 è seguita l'acquisizione della compagnia di trasporti olandese Limburg Langen. Langen ha più di 400 dipendenti in diversi paesi europei e circa 225 camion. La società è redditizia e raggiunge un fatturato annuo di circa 50 milioni di euro. Il ramo più grande di Langen si trova nell'area portuale di Born e sul Canale Juliana, vicino a VDL Nedcar. Oltre ai trasporti, l'azienda si occupa di stoccaggio e servizi per le industrie chimiche e automobilistiche.

## Curiosità
Nel 2009 sono stati installati dei pannelli fotovoltaici con una capacità di 40 MWp nelle filiali belghe di Katoen Natie ad Anversa, Kallo, Gand e Genk. In totale, sono stati installati pannelli solari su un'area di 800.000 m². Il progetto da 166 milioni di euro costituisce la più grande installazione in Belgio.